# Lorenzo Benci
Lorenzo Benci, anche noto come Lorenzo di Giovanni di Taddeo Benci (XIV secolo – XV secolo), è stato un mercante, poeta e scrittore italiano.

## Biografia

### Nascita e famiglia
Non si conosce la data di nascita precisa di Lorenzo Benci, ma essa dovrebbe comunque aggirarsi intorno all'ultimo quarto del XIV secolo. Nacque da Giovanni Benci, figlio di Taddeo Benci, che fu prima ufficiale poi priore nel 1380 e che venne condannato al confino nel 1387 perché "tra gli amici del Papa".
Secondo lo stesso Lorenzo, la sua famiglia discenderebbe dai Baroni di Signa, appartenendo pertanto alla nobiltà per linea di sangue. Infatti, egli stesso scrisse:
(Lorenzo Benci, in una nota alla fine di una raccolta di rime di Dante Alighieri)

### Carriera e letteratura
Lorenzo divenne un mercante di stoffe di lino, ma nel tempo libero non disegnava dedicarsi alla cultura e alla sua passione, la poesia.
Amava anche collezionare i libri e i testi più vari e si dilettava a copiare opere e documenti di altrettanto vario genere. Un esempio è la copia di una lettera che Ramondo di Amaretto Mannelli inviò a Leonardo Strozzi il 12 novembre 1431 e la fonte è sempre lo stesso Lorenzo, che scrisse:
(Lorenzo Benci)
Dalla nota di Lorenzo si evince che la copia della lettera venne continuata dal figlio Jacopo, ma essa venne poi ricopiata dall'altro figlio Filippo, che scrisse in merito a questo la seguente nota:
(Filippo Benci)
Ma è noto anche che si dilettò a scrivere opere di suo pugno. Infatti, al 1435 risale una lauda nota sotto il titolo di O quanto è grande la tua carità. Questo componimento venne scritto dal Benci per il Natale di quell'anno e, infatti, il testo tratta della nascita di Gesù. Ancora, di lui sono noti due sonetti: il primo, col titolo L'occulto amor che da me non si parte, venne inviato a un certo medico di nome Bernardo, che gli rispose a sua volta con un altro sonetto; il secondo, invece, col titolo O figliuol mio che Dio ti benedicha, venne composto per esortare il figlio Giovanni al lavoro e all'onestà.
Nonostante ciò, va detto che la produzione poetica del Benci fu di scarsa originalità, piuttosto rozza e pregna di retorica, sebbene la sua lauda ebbe un discreto successo e, tra gli altri, venne anche citata dal poeta e critico letterario Giovanni Mario Crescimbeni.

### Morte
Come per la data di nascita, si ignora la data di morte di Lorenzo Benci. Ma, poiché non si hanno più sue notizie dal 1440, essa potrebbe aggirarsi intorno a questa data.

## Discendenza
Lorenzo Benci ebbe quattro figli, che come lui furono mercanti e cultori di letteratura:
- Tommaso Benci – mercante, poeta, traduttore e filosofo, nonché citato dal celebre filosofo umanista Marsilio Ficino come suo «conphilosophus» (insieme al fratello Giovanni) e autore della traduzione in volgare del Pimander[2][3]
- Giovanni Benci – lo ritroviamo citato dal celebre filosofo umanista Marsilio Ficino come suo «conphilosophus» (insieme al fratello Tommaso)[2]
- Filippo Benci
- Jacopo Benci